# Le canzoni di Drive In
Le Canzoni di Drive In è il secondo album in studio di Carmen Russo. È composto da diverse cover, tra cui la bambola di Patty Pravo, e Scende la Pioggia di Gianni Morandi.

## Tracce
1. Chiammame Ambresso – 4:00
2. Gnam Gnam – 3:38
3. Mi scusi signorina – 3:24
4. Cocktail d'amore – 3:30
5. Alta infedeltà – 3:00
6. Macumba – 3:00
7. La bambola – 4:14
8. La notte è fatta per amare – 5:51
9. Milord – 3:44
10. Scende la pioggia – 5:56
11. L'uomo in Frack – 2:30
12. Nel blu dipinto di blu – 2:30

## Formazione
- Carmen Russo - voce
- Paolo Ormi - tastiera
- Roberto Costa - basso
- Mario Fasciano - batteria, percussioni